# 밀리언셀러
밀리언셀러는 KBS 2TV에서 방영된 수요 예능 프로그램이다. 2부작 파일럿 편성했으나, 이후 정규편성의 불발되었다.